# Hard Boiled Haggerty
Don Stansauk, Ringname: Hard Boiled Haggerty, (* 2. April 1925 in Los Angeles, Kalifornien; † 27. Januar 2004 in Malibu, Kalifornien) war ein US-amerikanischer Profi-Wrestler, Schauspieler und Footballspieler.

## Leben
Don Stansauk wurde 1925 in Los Angeles, im US-Bundesstaat Kalifornien geboren. Er besuchte die University of Denver.
Haggerty diente im Zweiten Weltkrieg in der US Navy auf dem Schlachtschiff USS New Jersey.

### Footballspieler
Nachdem er das Pasadena City College und die University of Denver besucht hatte, wurde Stansauk 1950 von den Detroit Lions in der 18. Runde des Entry Draft der National Football League ausgewählt. Er spielte Defensive Tackle und wurde nach einer Saison bei den Lions zu den Green Bay Packers getradet. In den nächsten zwei Saisons spielte Stansauk in 15 Spielen und eroberte zwei Fumblebälle.

### Wrestler
Als Wrestler gab er sein Wrestling-Debüt unter seinem richtigen Namen in Green Bay, Wisconsin. Von dort zog er nach Chicago, wo ihm der Promoter Karl Pojello den Ringnamen Don Sparrow gab, da er der Meinung war, dass Stansauk sich „wie ein Vogel bewegte“. Später erhielt er beim Wrestling in Minneapolis vom Promoter Wally Karbo den Namen „Hard Boiled Haggerty“. Haggerty wrestelte als Heel und wurde vom Publikum gehasst, weil er einen arroganten Charakter darstellte.
Haggerty gewann seinen ersten Meistertitel am 4. April 1950 mit der NWA San Francisco, als er zusammen mit Ray Eckert die San-Francisco-Version der National Wrestling Alliance World Tag Team Championship gewann. 1956 wrestelte er in Kanada.
Haggerty kehrte nach Hawaii zurück, um für die NWA zu kämpfen, und es gelang ihm, Neff Maivia am 6. Februar 1964 den NWA Hawaii Heavyweight Championship abzunehmen. Er hielt den Gürtel über zwei Monate, verlor ihn jedoch in einem Rückkampf wieder an Maivia. Als er später im selben Jahr für die Worldwide Wrestling Associates (WWA) mit Sitz in Los Angeles wrestelte, gewann er seinen ersten von vier WWA World Tag Team Championships. Er tat sich mit The Destroyer zusammen und gewann den Titel 1964 zweimal. Im folgenden Jahr gewann Haggerty auf Hawaii seinen letzten Einzeltitel, indem er Enrique Torres am 24. Februar 1965 den NWA Hawaii United States Championship abnahm. Er hielt den Gürtel bis zum 15. September desselben Jahres, als er den Titel an King Curtis Iaukea verlor. Später kehrte er nach Los Angeles zurück, wo er sich mit El Shareef zusammentat und weitere zweimal die WWA World Tag Team Championship gewann.

### Schauspieler
Nachdem er sich vom Wrestling zurückgezogen hatte, widmete sich Haggerty der Schauspielerei und trat in mehreren Filmen auf. Er hatte auch Rollen in mehreren Fernsehserien, darunter Adam-12, Kung Fu, Get Smart, Starsky & Hutch, Columbo, Baretta, Happy Days, The Bob Newhart Show, Love Boat, Der unglaubliche Hulk und Crazy Like a Fox.

### Privat
Am 20. Juni 2003 war Haggerty in einen Autounfall in Los Angeles verwickelt und erlitt einen Genickbruch und weitere Verletzungen. Am 27. Januar 2004 verstarb Haggerty in seinem Haus in Malibu, Kalifornien. Er wurde auf dem Forest Lawn – Hollywood Hills Cemetery beigesetzt.

## Filmografie
- 1967: Mini-Max (Get Smart, Fernsehserie, Folge 3x08 Das sage ich meinem Roboter)
- 1967: Der Gnadenlose (P.J.)
- 1967: Der Mann von gestern (The Second Hundred Years, Fernsehserie, Folge 1x16)
- 1969: Westwärts zieht der Wind (Paint Your Wagon)
- 1969: Matsoukas, der Grieche (A Dream of Kings)
- 1971: Li’l Abner (Fernsehfilm)
- 1971: Decisions! Decisions! (Fernsehfilm)
- 1971: Adam-12 (Fernsehserie, Folge 4x09)
- 1971: Mord in San Francisco (Crosscurrent, Fernsehfilm)
- 1972: Sheriff ohne Colt und Tadel (Nichols, Fernsehserie, Folge 1x20)
- 1973: Kung Fu (Fernsehserie, Folge 1x12 Caine und das Sklavenlager)
- 1974: The Wrestler
- 1974: Foxy Brown
- 1974: Erdbeben (Earthquake)
- 1975: Das gnadenlose Spiel (The Four Deuces)
- 1975: Ein Mann nimmt Rache (Framed)
- 1975: Police Story (Fernsehserie, Folge 3x01)
- 1975: Die Zwei mit dem Dreh (Switch, Fernsehserie, Folge 1x08)
- 1975: Far Out Space Nuts (Fernsehserie, Folge 1x15)
- 1975: Bronk (Fernsehserie, Folge 1x13)
- 1976: Monster Squad (Fernsehserie, Folge 1x04)
- 1976: Electra Woman and Dyna Girl (Fernsehserie, Folge 1x11)
- 1976: The Krofft Supershow (Fernsehserie, 2 Folgen)
- 1977: Blansky’s Beauties (Fernsehserie, 2 Folgen)
- 1977: Der Große aus dem Dunkeln, Teil 3 (Walking Tall: Final Chapter)
- 1977: Stunts – Das Geschäft mit dem eigenen Leben (Stunts)
- 1977: Der Fluch der schwarzen Witwe (Curse of the Black Widow, Fernsehfilm)
- 1977: The Bob Newhart Show (Fernsehserie, Folge 6x02)
- 1977: Starsky & Hutch (Fernsehserie, Folge 3x04 Wer ist hier der Irre?)
- 1977: Baretta (Fernsehserie, Folge 4x09)
- 1977: Happy Days (Fernsehserie, Folge 5x13 Richie Cunningham und der Müll)
- 1977: Mad Bull – Der Supercatcher (Mad Bull, Fernsehfilm)
- 1978: Das charmante Großmaul (The One and Only)
- 1978: Columbo (Fernsehserie, Folge 7x03 Columbo: Mord in eigener Regie)
- 1978: Wer den ersten Stein wirft… (When Every Day Was the Fourth of July, Fernsehfilm)
- 1978: Giganten mit stählernen Fäusten (Deathsport)
- 1978, 1981: Fantasy Island (Fernsehserie, 2 Folgen)
- 1979: Stop Susan Williams (Fernsehserie, Folge 1x01)
- 1979: Buck Rogers (Buck Rogers in the 25th Century)
- 1979: Muppet Movie (The Muppet Movie)
- 1979–1980: Buck Rogers (Buck Rogers in the 25th Century, Fernsehserie, 2 Folgen)
- 1979–1980: Walt Disneys bunte Welt (Disneyland, Fernsehserie, 2 Folgen)
- 1980: The Kids Who Knew Too Much (Fernsehfilm)
- 1980: Die große Keilerei (The Big Brawl)
- 1980: Love Boat (The Love Boat, Fernsehserie, Folge 4x04)
- 1981: Soap – Trautes Heim (Soap, Fernsehserie, Folge 4x12)
- 1981: Der unglaubliche Hulk (The Incredible Hulk, Fernsehserie, Folge 4x16 Eine starke halbe Portion)
- 1981: Return of the Rebels (Fernsehfilm)
- 1982: Ein Colt für alle Fälle (The Fall Guy, Fernsehserie, Folge 1x11)
- 1982: Matt Houston (Fernsehserie, Folge 1x09)
- 1983: Zorro and Son (Fernsehserie, Folge 1x05)
- 1983: Just Our Luck (Fernsehserie, Folge 1x08)
- 1984: Micki & Maude
- 1985: Mr. Belvedere (Fernsehserie, Folge 1x04)
- 1985: Die Fälle des Harry Fox (Crazy like a Fox, Fernsehserie, Folge 2x03)
- 1986: Hollywood Cop (Hollywood Vice Squad)
- 1986: Rad
- 1986: Comedy Factory (Fernsehserie, Folge 2x04)
- 1987: Der Letzte Seitensprung (The Last Fling, Fernsehfilm)
- 1987: Die Vier-Millionen-Dollar-Jagd (Million Dollar Mystery)
- 1988: Touchdown (1st & Ten, Fernsehserie, Folge 5x06)